# Capitainerie de São Paulo

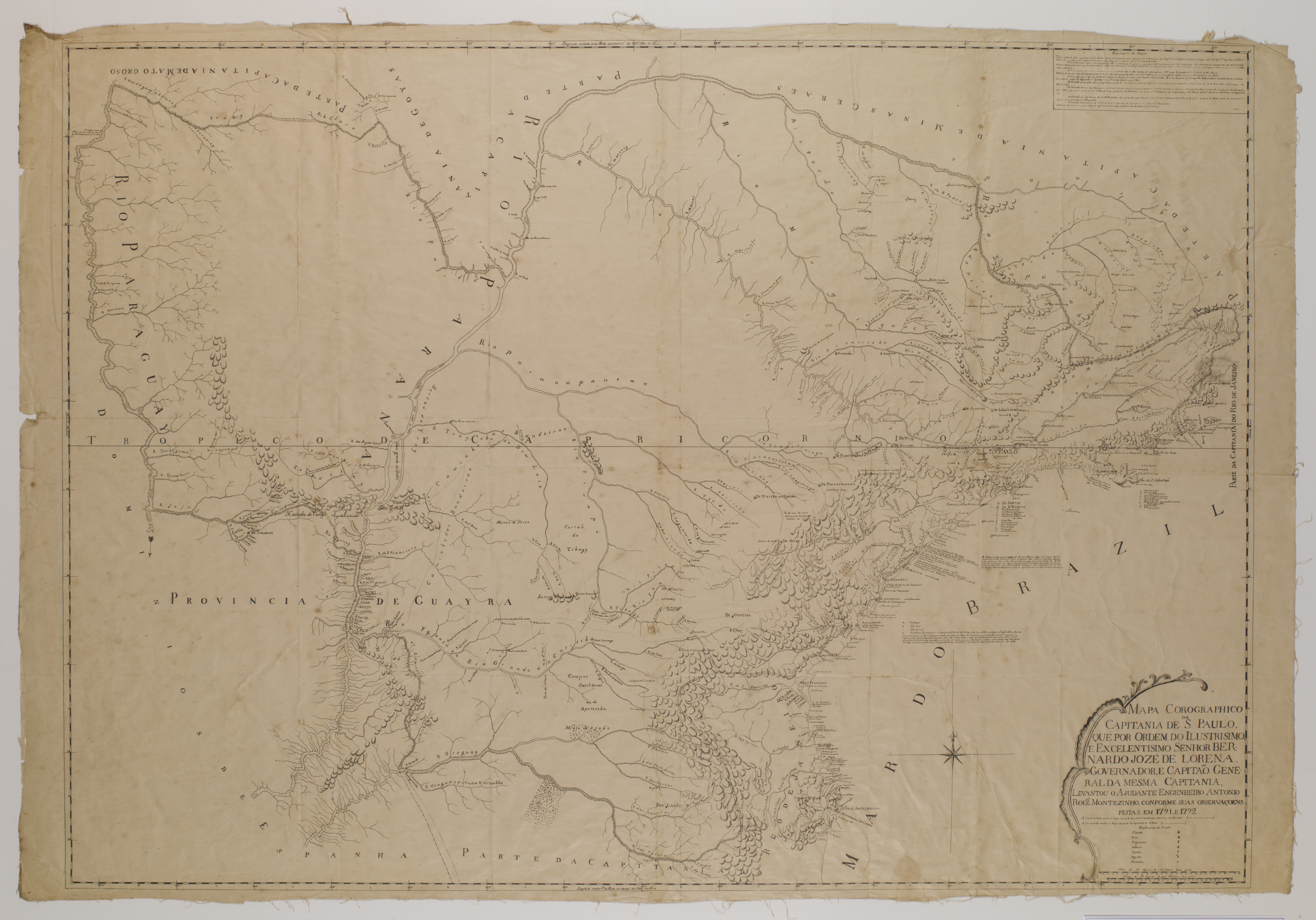
Carte de la Capitainerie de São Paulo en 1792.

La Capitainerie de São Paulo était l'une des divisions administratives du Brésil à l'époque coloniale. Elle fut créée le 12 décembre de 1720 à partir de la scission de la capitainerie de São Paulo e Minas de Ouro. 
Elle regroupait, sous la tutelle de São Paulo, les territoires du Mato Grosso et de Goiás, jusqu'au 9 mai 1748 et la création des capitaineries de Goiás et du Mato Grosso. Sa partie méridionale avait été démembrée en 1738 pour former la capitainerie de Santa Catarina.
Le 28 février de 1821, elle devint une province, qui formera plus tard les États actuels de São Paulo et du Paraná à la proclamation de la République Brésilienne en 1889.